# Shangay Lily
Shangay Lily, nombre artístico de Enrique Hinojosa Vázquez (Málaga, 1 de marzo de 1963 - Madrid, 11 de abril de 2016) fue una drag queen, activista LGBT y feminista, escritor y actor español.

## Biografía

### Inicios y televisión
Shangay Lily, nombre artístico de Enrique Hinojosa Vázquez, consiguió cierta notoriedad en el Madrid nocturno de los noventa por colaborar en la organización del llamado Shangay Tea Dance, que trajo a España el concepto anglosajón de fiestas temáticas en diferentes locales y consiguió una fiel base de seguidores. Colaboró también en la primera etapa de la revista Shangay Express –que en sus inicios era un fanzine–, pionera de las publicaciones gratuitas para gais del país.
Fue una figura innovadora en su forma de hablar abiertamente de homosexualidad en televisión en programas como Esta noche, sexo (Antena 3, 1994) o Esta noche cruzamos el Mississippi (Telecinco, 1994), donde defendió el activismo queer y gay, y el feminismo. Se convirtió en un personaje habitual de la televisión española participando en programas como Corazón de… (TVE, 1998-2000) o La noche prohibida (A3 TV, 1995), en los que hizo gala de un humor incisivo y una extravagante personalidad. Años después participaría en la primera edición del programa de telerrealidad La granja de los famosos (A3 TV, 2004), siendo el octavo eliminado. Igualmente fue el responsable de un espacio sobre literatura, titulado Shangay Café (Onda 6-Grupo Vocento, 2003-04). 

### Cine, teatro y música
En cine debutó haciendo un cameo en la comedia de Manuel Gómez Pereira Boca a boca (1995), protagonizada por Javier Bardem y Aitana Sánchez-Gijón. Diez años después escribió, dirigió y protagonizó la película, inédita en el circuito comercial, Santa Miguel de Molina (2005), una ácida denuncia sobre la apatía de la comunidad gay donde reflexionaba sobre lo que luchadores como su ídolo Miguel de Molina opinarían sobre la supuesta traición al ideario de la revolución homosexual. Se presentó en el festival LesGaiCineMad de 2005.
En octubre de 2007 estrenó su obra de teatro en forma de monólogos Burgayses, una sátira del aburguesamiento de la élite gay, que representó en Madrid y Zaragoza. En febrero de 2008 presentó sin éxito su candidatura a representar a España en el festival de Eurovisión con «HiperSuperMegaDiva», una canción dance con tintes autobiográficos que hablaba de la infancia de un niño homosexual que acababa decidiendo ser una diva, en respuesta a las presiones de su familia, el colegio y la sociedad en general.

### Activismo y literatura
A lo largo de su carrera Lily adquirió prominencia por su denuncia de la LGTBfobia y la desactivación de los movimientos sociales. En noviembre de 2010 irrumpió en una conferencia del líder del PP Mariano Rajoy, vestido con sus características ropas al grito de «Basta ya de homofobia en el PP».Se destacó en el movimiento de protesta contra la celebración de las Jornadas Mundiales de la Juventud de Madrid en una popular fotografía en la que increpaba a unas muchachas católicas que intentaban impedir el paso de la manifestación contraria a las jornadas rezando el rosario.
Fue comentarista habitual del periódico Público, donde mantuvo un blog en el que escribía sobre realidades de homofobia y discriminación, pero también denunciaba la desmovilización y cooptación del movimiento LGTB por el capitalismo, en lo que acuñó como gaypitalismo. Posteriormente desarrolló estas ideas en el libro de memorias Adiós, chueca: memorias del gaypitalismo: la creación de la "marca gay" (2016). También creó el proyecto político-social Palabra de Artivista, que pretendía llevar por toda España, y escribió el libro de poesía Plasma Virago: vida y obra de un poeta homociborg anticapitalista (2015), así como una trilogía feminista.
Murió el 11 de abril de 2016, tras haber padecido un cáncer de páncreas desde finales de 2014. Su cuerpo fue incinerado el 13 de abril de 2016 en el Cementerio de La Almudena.

## Filmografía

### Películas
- Boca a boca (Manuel Gómez Pereira, 1995)
- Santa Miguel de Molina (Miss Shangay Lily, 2005), que nunca fue estrenada en los circuitos comerciales.

### Televisión
- Esta noche sexo (Antena 3, 1994)
- Esta noche cruzamos el Mississippi (Telecinco, 1994)
- La noche prohibida (Antena 3, 1996)
- En exclusiva (Canal Nou, 1997)
- Corazón de... (TVE, 1998)
- Quédate conmigo (Telecinco, 2001)
- Shangay Café (Onda 6, 2003)
- La granja de los famosos (Antena 3, 2004)

## Libros
- Hombres... y otros animales de compañía (Temas de hoy, 1999)
- Escuela de glamour (Plaza & Janés, 2000)
- Mari, ¿Me pasas el poppers? (Debolsillo, 2002)
- Machistófeles (Punto de lectura, 2002)
- Plasma Virago: vida y obra de un poeta homociborg anticapitalista (Huerga & Fierro, 2015)
- Adiós, chueca: memorias del gaypitalismo: la creación de la "marca gay" (Akal, 2016)

## Teatro
- Monólogos feministas para una diva (2002)
- Mari, ¿me pasas el poppers? (la dis-función) (2003)
- Uterolandia (2005)
- Burgayses (2007)
- Movilizarse no es hablar por el móvil (2010)
- Masculino singular (2011)
- La vida en rosa, rojo y violeta (2014)